# Manniella
Genre
Manniella est le nom d'un genre d'orchidées tropicales appartenant à la sous-famille des Orchidoideae.
Il comprend deux espèces :  Manniella gustavi Rchb. f.  et Manniella cypripedioides, Salazar & al., toutes deux originaires d'Afrique de l'Ouest.
Le genre tire son nom du botaniste allemand Gustav Mann.